# Georgia Fowler
Georgia Fowler (Auckland; 17 de junio de 1992) es una modelo neozelandesa, quien ha modelado para Victoria's Secret en 2016, 2017 y 2018 apareciendo en el desfile anual de la marca, el Victoria's Secret Fashion Show tres veces. También es conocida por ser una de las presentadoras de la primera edición de Project Runway New Zealand.

## Primeros años
Nació en Auckland, Nueva Zelanda como hija del golfista australiano Peter Fowler y Kim Fowler. Fowler y su hermana, Kate, asistieron al Diocesan School for Girls en su ciudad natal.

## Carrera
Fowler fue descubierta a la edad de 12 años y fue representado por una agencia de modelaje en Auckland. Cuatro años más tarde, firmó con IMG Models y se mudó a Nueva York.
Fowler es conocida por haber desfilado en el Victoria's Secret Fashion Show en 2016, 2017 y 2018. Hace sesiones de fotos con Victoria's Secret con regularidad y citó que Victoria's Secret era su meta por la que había estado trabajando durante cinco años. Además, ha modelado para Miu Miu, DKNY, Prada y otras marcas. 
Fowler ha desfilado para Chanel y la marca de Kanye West, Yeezy label. Como modelo de revista ha aparecido en Vogue Girl Korea, trabajando con marcas como Banana Republic y H&M. Ha sido tres veces portada de Harper's Bazaar Australia.
Fowler protagonizó el videoclip It Ain't Me de Kygo y Selena Gomez.
Fowler apareció en la Mercedes-Benz Fashion Week en Australia en 2018, y fue la presentadora de los Australian Fashion Laureate Awards junto a Ash Williams.
Fue posicionada en model.com como una de las modelos con más ganancias de 2018 y ha sido elegida por diseñadores como Zuhair Murad para portar sus diseños.
En 2017 y 2018, Fowler fue elegida para aparecer en Marie Claire, Vogue, The File, W Magazine, y Harper's Bazaar, y compartir sus secretos de belleza y fitness.
A finales de 2018, Fowler fue la presentadora de la versión neozelandesa de Project Runway.

## Vida personal
Desde 2018 sale con el publicista australiano Nathan Dalah. El 1 de abril de 2021 anunciaron en su cuenta de Instagram que están esperando una hija.
El 17 de septiembre de 2021 le dieron la bienvenida a su hija, Dylan Aman Dalah. El 29 de julio de 2022 anunciaron su compromiso matrimonial, se casaron a finales de enero del 2023.
En un post en su cuenta de Instagram el 4 de septiembre del 2023, reveló que esta esperando a su segundo hijo.